# Puk Scharbau
Puk Scharbau est une actrice danoise, née le 6 mai 1969 à Søborg (Danemark).

## Études
Elle possède un diplôme universitaire, en 1993, elle est diplômée de  "Odense Theatre School of Drama", elle détient un BA en médias et en rhétorique orale, elle fait actuellement une maîtrise en coaching commercial international.

## Récompenses
- "Danish critics "
- "Danish Film Union awards " pour la meilleure actrice principale dans son rôle “Kun en Pige"[2]

## Théâtre
Elle a été pendant un temps membre de la société SITI située à New York, fondée par Anne Bogart, réalisatrice lauréate d'un prix Obey.

### Performance notable
- The Medium tournée au Japon et aux États-Unis.

## Filmographie

### Cinéma
- 1995 : Kun en pige : Lise
- 1998 : Afmagt : Ellen
- 1998 : Albert : Egons mor
- 1998 : Webmaster : Miauv
- 2005 : Unge Andersen : Fru Meisling
- 2008 : Terriblement heureux (Frygtelig lykkelig) : Hannes Stemme (voix)
- 2008 : Rejsen til Saturn : Tysk Bonde Pige (voix)
- 2009 : Vølvens forbandelse : Louise
- 2010 : Sandheden om mænd : TV speaker (voix)
- 2011 : Jensen & Jensen : Pædagog / Dronning Mary / Brunetta / ... (voix)

### Courts-métrages
- 1998 : Så smukt
- 2008 : Begravelsen

### Télévision

#### Séries télévisées
- 1997 : Bryggeren (da) : Nanna Rygaard
- 1999 : Taxa : Lulu
- 2002 : Rejseholdet : Katrine, Moderen
- 2004 : Forsvar : Liselotte Christensen / Liselotte
- 2004-2005 : The Fairytaler : Voix additionnelles / Sofie
- 2006 : Wallander : Enquêtes criminelles : Lisa
- 2007 : 2900 Happiness : Mannon
- 2008 : Mikkel og guldkortet : Nødhjælpsdame
- 2009 : The Killing : Advokat
- 2011-2013 : Bron : Mette
- 2015 : Lillemand : Pernilles mor

#### Téléfilms
- 1998 : Majoren : Kirsten
- 2006 : Tændsats : Liv